# Vườn quốc gia Lizard Island
Vườn quốc gia Lizard Island là một vườn quốc gia ở Queensland, Úc.